# 托里科
托里科，是西班牙卡斯蒂利亚-拉曼恰托莱多省的一个市镇。总面积34平方公里，总人口865人（2001年），人口密度25人/平方公里。